# 再突入データレコーダ

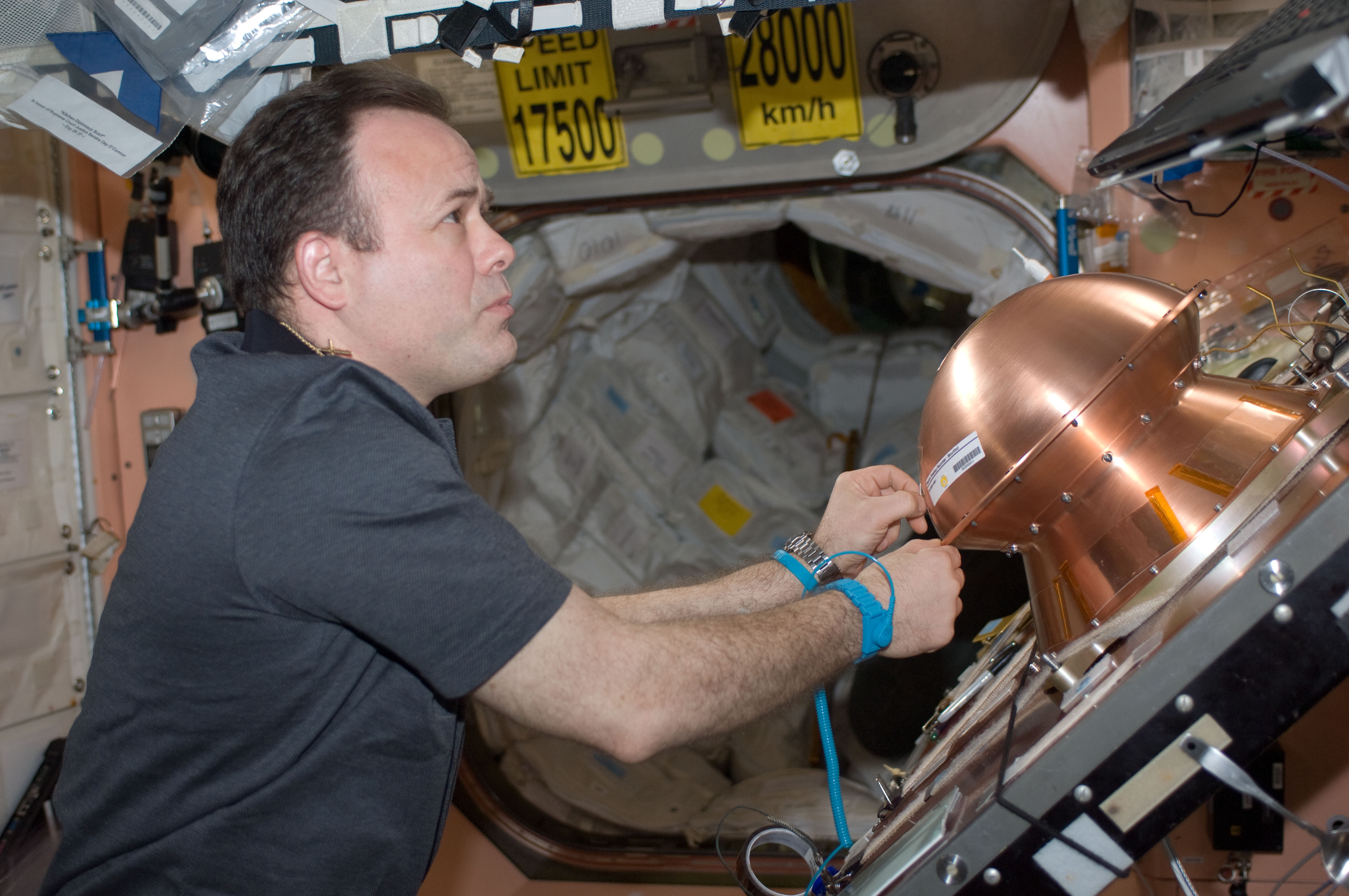
ISS第28次長期滞在のフライト エンジニアであるロン ギャランが、2011年に欧州補給機2号機(ATV-2)に搭載するために再突入データレコーダ (REBR) を準備している

再突入データレコーダ (enː Reentry Breakup Recorder,REBR) とは、宇宙船が地球の大気圏に再突入する際に（意図的に）空中分解した場合に、関連データを記録するために宇宙船に搭載されるように設計された装置である。
この装置は、機体が受ける熱、加速度、回転、その他の応力に関するデータを記録する。最終段階では、地表に衝突したときにデータが破壊される前に、データを研究所に送る。

## 歴史
日本の補給機にこうのとり2号機に米国のエアロスペース社が開発した2つのREBRが搭載され、2011年1月に打ち上げられた。  1 つはその後のこうのとりの再突入を記録し、もう 1 つはヨハネス ケプラー ATV に搭載され、2011 年 6 月 21 日に地球の大気圏に再突入した。
こうのとり 2 号機は 2011 年 3 月 30 日に再突入した。その REBR はデータの収集と送信に成功した。それは海との衝撃にも耐え、浮遊しながら送信を続けた。データの分析には 6 ～ 8 週間かかった。
2 つめのREBRは、ヨハネス ケプラー ATV (ATV-2) の再突入中のデータを収集することを目的としていた。しかし、デバイスは再突入後に接続できなかったため、データは取得できなかった。
2012年にはさらに2つのREBRが送られ、2012 年 9 月 14 日のこうのとり3号機の再突入に成功し、2012 年 10 月 3 日のエドアルド・アマルディ ATV (ATV-3) にも使用された。
こうのとり3号機では米国製のREBRのほか日本製のi-Ballも搭載された。エアロスペース社の知的財産権により、米国製のREBRでは温度データが開示されないなどの問題が有り、i-Ballはこれを補完する役割を担う。

## 先行技術：再突入と分解の映像記録
再突入と分裂からの初期のデータ収集は主に視覚的および分光学的だった。  特に十分に文書化された事例は、2008 年 9 月に発生した、南太平洋上での再突入と分解で見られる。これは、複数の分光波長で広範な写真画像とビデオ データを収集した NASA と ESA 宇宙機関職員の大規模チームによって記録されまた。 2008 年 3 月、ESA の補給機であるジュール・ヴェルヌ ATVの国際宇宙ステーション (ISS) への最初のミッションが行われた。
2008 年 9 月 5 日、ジュール ベルヌは ISS からドッキングを解除し、ISS から 5 km (3.1 マイル) 下の軌道位置まで移動し、 9月29日の夜までその軌道に留まった。 
UTC 10:00:27 に、ジュール・ベルヌは 6 分間の最初の軌道離脱燃焼を開始し、続いて UTC 12:58:18 に 15 分間の 2 回目の燃焼を開始しました。グリニッジ標準時13時31分、ジュール・ヴェルヌは高度120キロメートル（75マイル）で大気圏に再突入し、その後12分間かけて計画通り破壊的大気圏突入を完了した。 
破片は南太平洋、タヒチ島南西の沖合に落下した。 ↵再突入の様子は、データ収集を目的として南太平洋上空を飛行する2機の航空機により、夜間にビデオと静止画撮影で記録された。
以下のギャラリーにNASAが記録したジュール・ベルヌの再突入の様子を示す。

## ギャラリー

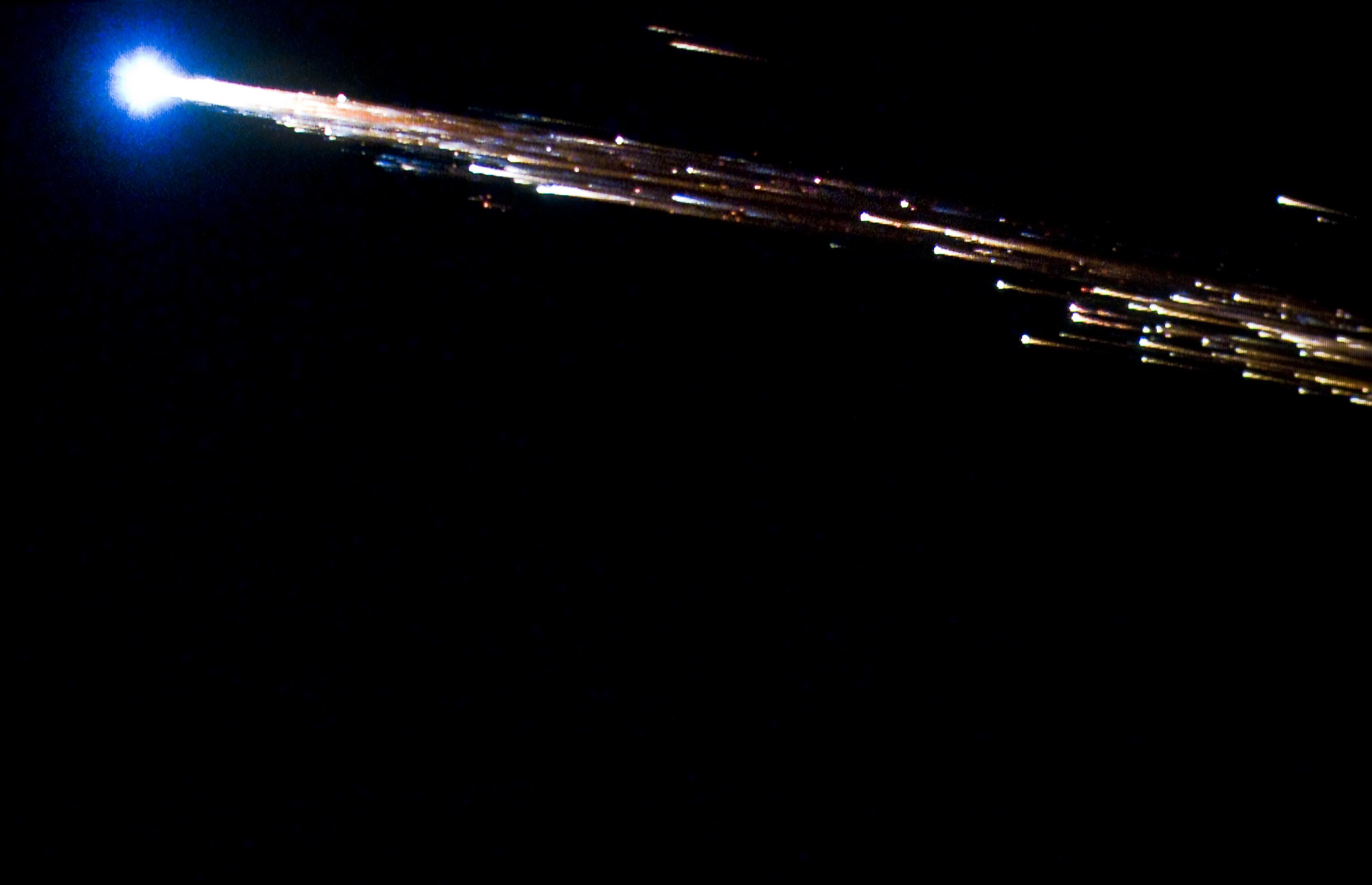
2008年9月タヒチ島南西に再突入する「ジュール・ベルヌ」
- ATV再突入観測チームのドキュメンタリー記録 NASA, 2008